# I Am Not Okay
«I Am Not Okay» — песня американского певца Джелли Ролла, выпущенная 12 июня года лейблом BBR Music Group в качестве лид-сингла из его десятого студийного альбома Beautifully Broken. Песня была написана Джелли Роллом, Тейлором Филлипсом, Эшли Горли и Кейси Брауном, а спродюсирована Заком Кроуэллом.

## История
Джелли Ролл дебютировал с песней в финале 25-го сезона шоу The Voice 21 мая 2024 года. Он также исполнил её на кантри-фестивале CMA Fest 8 июня 2024 года, до того как выпустил песню, и ещё раз во время сегмента In Memoriam на 76-й церемонии вручения Прайм-таймовой премии «Эмми». Анонсируя релиз на Instagram, он написал, что песня «для всех, кто проходит через что-то».

## Композиция и текст
Джелли Ролл написал песню «I Am Not Okay» вместе с Тейлором Филлипсом, Эшли Горли и Кейси Брауном во время гастролей в Северной Каролине в октябре 2023 года. Увидев эмоциональную реакцию толпы, Филлипс заметил, что посещение концерта Джелли Ролла сродни походу в церковь, что побудило Джелли Ролла сказать, что он делает «нормальным для людей не быть нормальными», что и послужило вдохновением для хука песни. Горли отметил, что он надеялся создать песню о депрессии, на что его отчасти подтолкнули ежегодные акции Филлипса в честь его друга, Брайана Киндла, погибшего от самоубийства.
Спродюсированный Заком Кроуэллом в Saxman Studios, инструментал начинается с игры акустической гитары во время вступительного куплета, а затем к нему присоединяются барабаны, синтезаторы и оркестр. Лирически Jelly Roll вращается вокруг его эмоциональной боли и борьбы с психическим здоровьем, упоминая бессонные ночи, голоса в голове, хорошие и плохие дни, и нежелание вставать с постели. В припеве он признаёт, что есть и другие люди в похожем положении, и вселяет надежду: «Я знаю, что я не единственный, / Кто держится за свою жизнь изо всех сил, / Но, видит Бог, я знаю, / Когда все сказано и сделано / Я не в порядке / Но все будет хорошо / Это не хорошо / Но мы все будем в порядке».

## Чарты
| Чарт (2024)                         | Высшая позиция |
| ----------------------------------- | -------------- |
| Канада (Billboard Canadian Hot 100) | 29             |
| Канада (Billboard Country)          | 1              |
| Мир (Billboard Global 200)          | 98             |
| США (Billboard Hot 100)             | 14             |
| США (Billboard Adult Contemporary)  | 24             |
| США (Billboard Adult Pop Airplay)   | 8              |
| США (Billboard Country Airplay)     | 1              |
| США (Billboard Hot Country Songs)   | 3              |
| США (Billboard Pop Airplay)         | 15             |

| Чарт (2024)                       | Позиция |
| --------------------------------- | ------- |
| США Billboard Hot 100             | 75      |
| США Adult Top 40 (Billboard)      | 47      |
| США Country Airplay (Billboard)   | 50      |
| США Hot Country Songs (Billboard) | 21      |

## Сертификации
| Регион                                                                      | Сертификация | Продажи   |
| --------------------------------------------------------------------------- | ------------ | --------- |
| Канада (Music Canada)                                                       | Платиновый   | 80 000    |
| США (RIAA)                                                                  | Платиновый   | 1 000 000 |
| Данные о продажах + прослушиваниях приведены только на основе сертификации. |              |           |